# Lachenalia aloides
Lachenalia aloides är en sparrisväxtart som först beskrevs av Carl von Linné d.y., och fick sitt nu gällande namn av Adolf Engler. Lachenalia aloides ingår i släktet Lachenalia och familjen sparrisväxter.

## Underarter
Arten delas in i följande underarter:
- L. a. aloides
- L. a. aurea
- L. a. quadricolor
- L. a. vanzyliae

## Bildgalleri

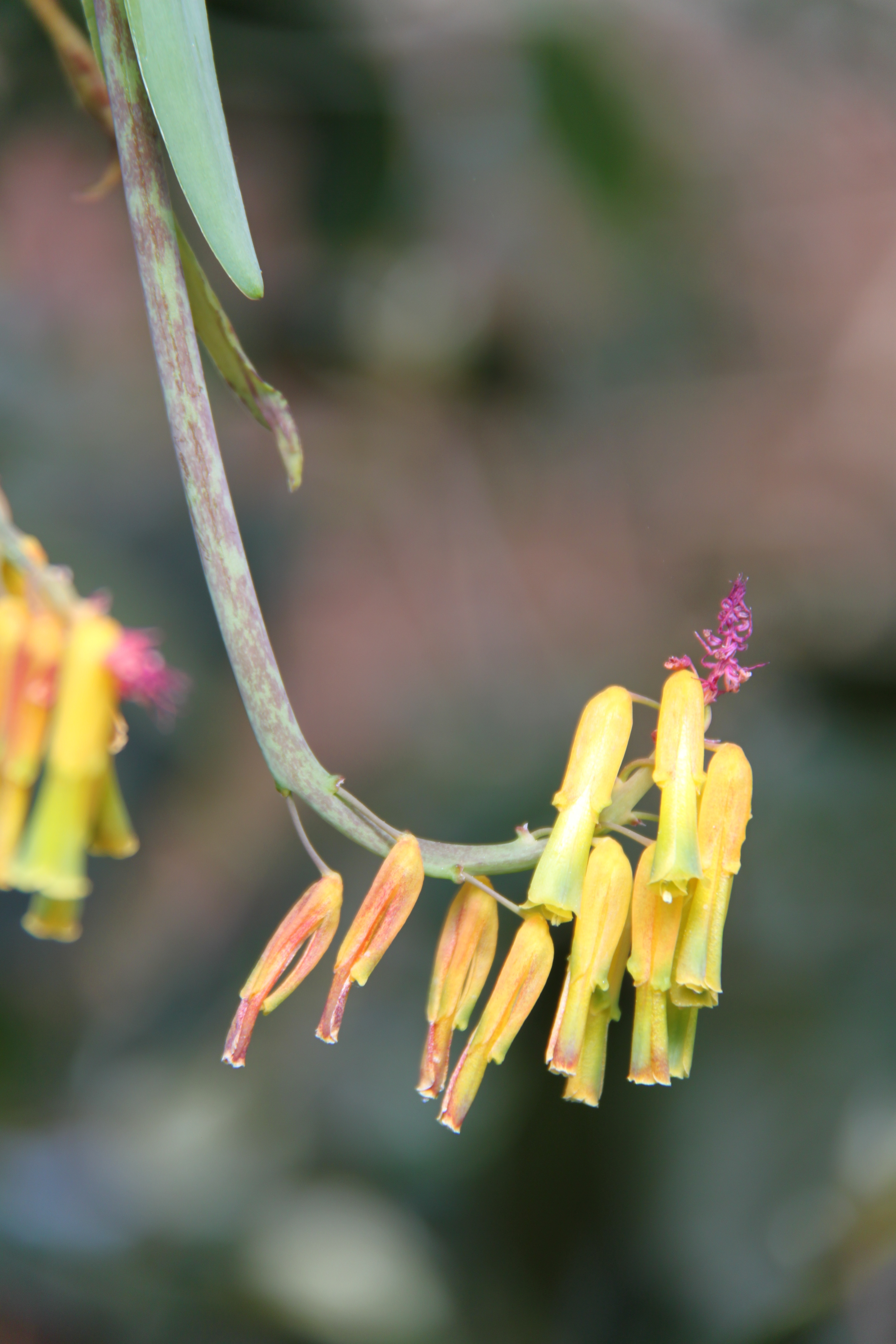
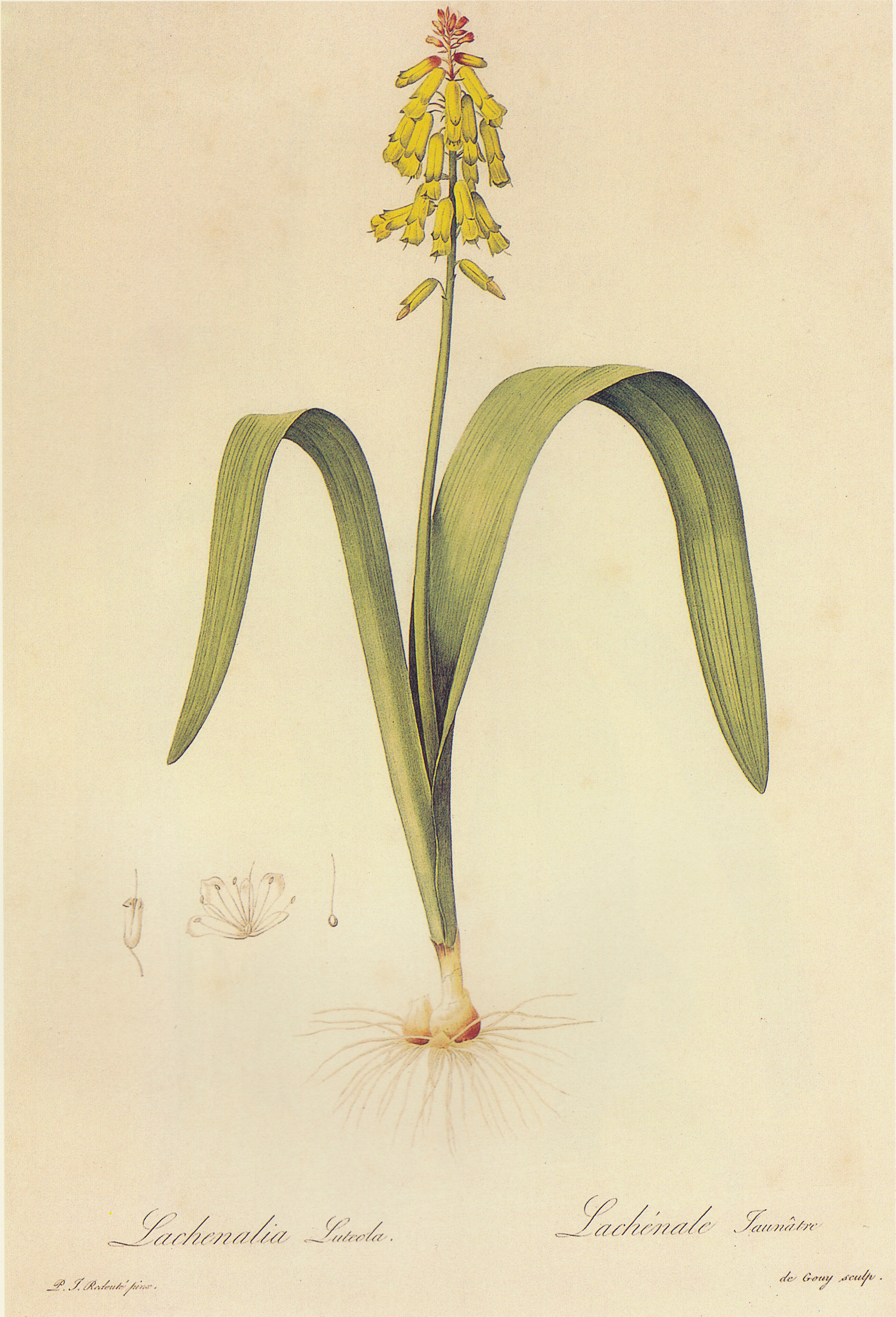
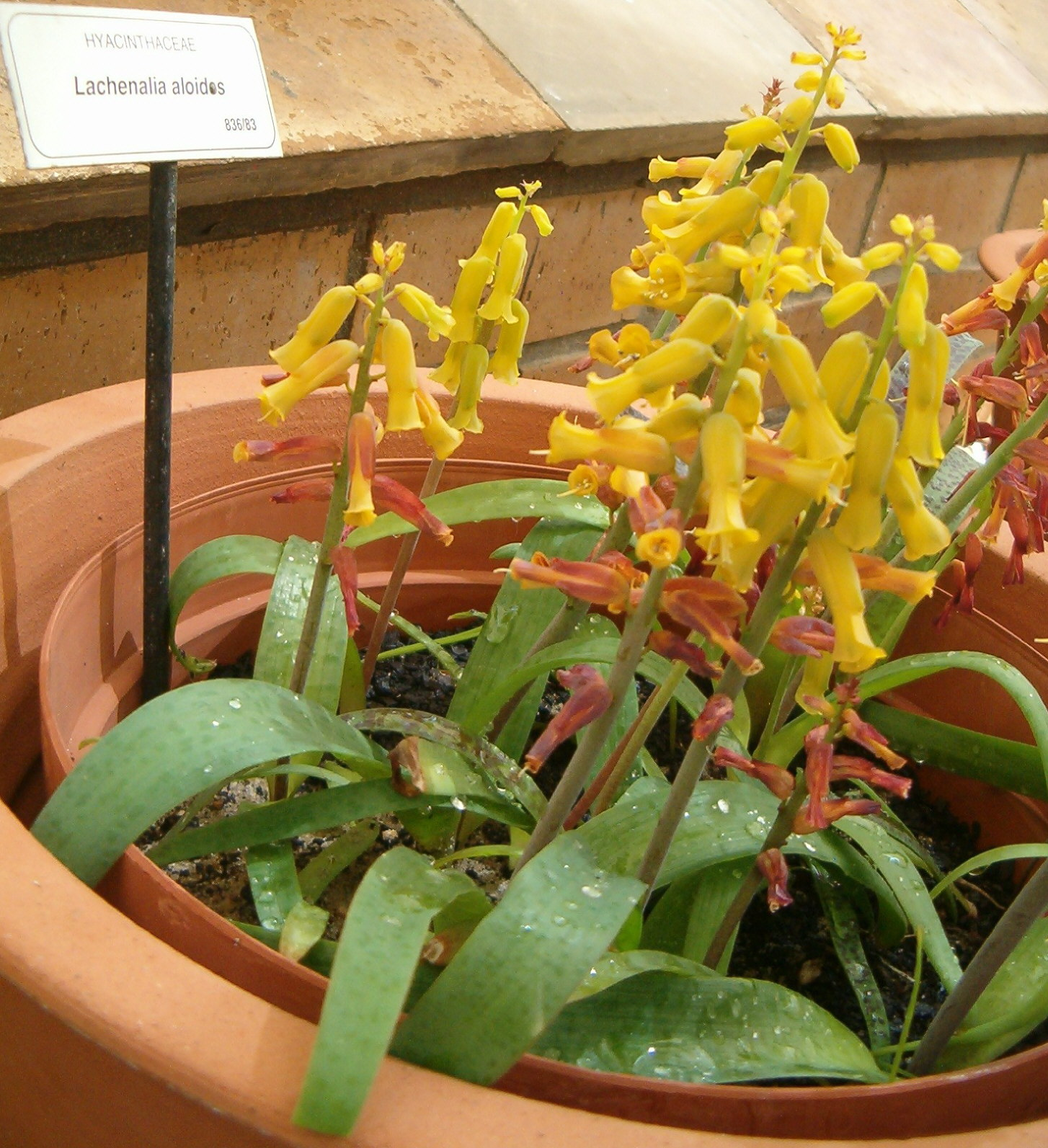
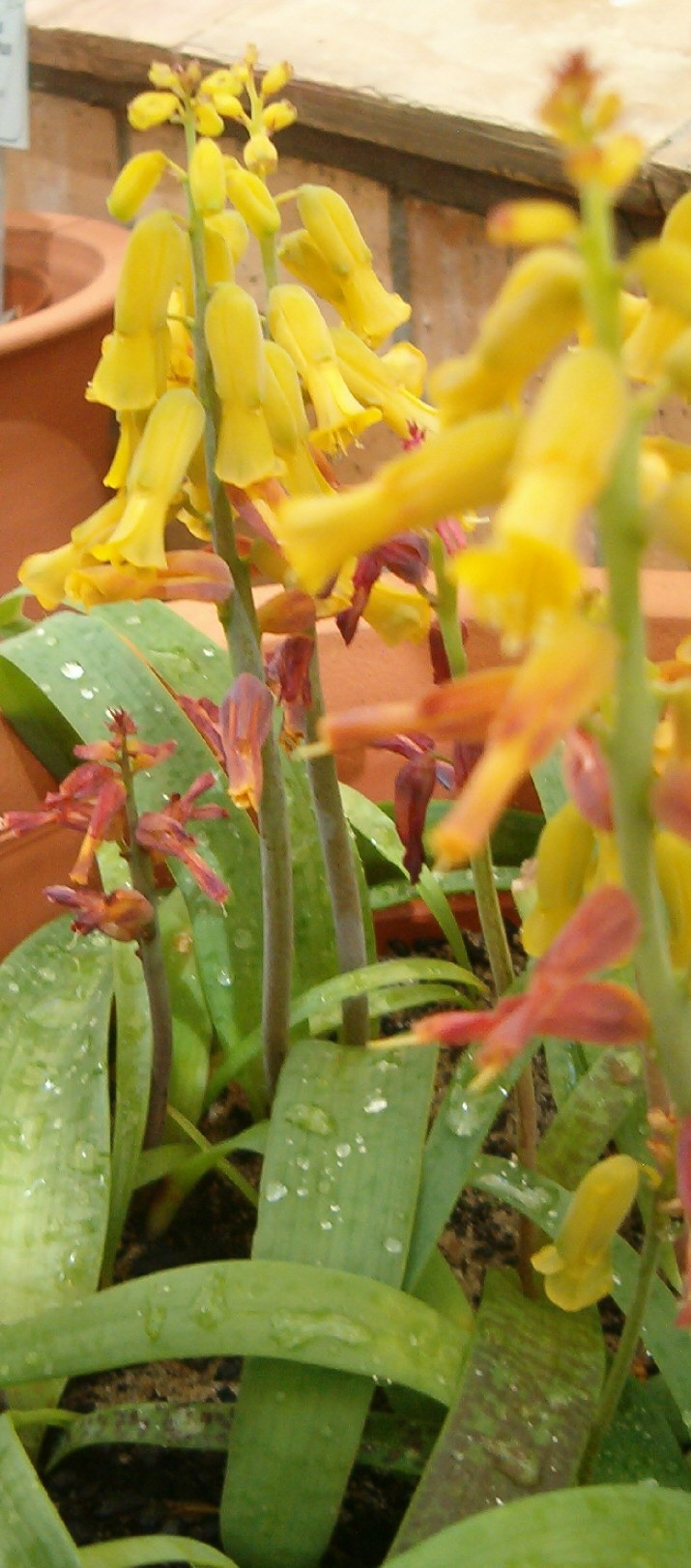